# Koreanska folkarméns markstridskrafter
Koreanska folkarméns markstridskrafter är Nordkoreas armé. Nordkoreas försvarsmakt utgörs av marktrupperna, flygvapnet och flottan.